# David Bellion
David Bellion (født 27. november 1982 i Paris, Frankrig) er en fransk tidligere fodboldspiller af senegalesisk afstamning. I sin karriere spillede han blandt andet for Sunderland, Manchester United og West Ham i England samt OGC Nice og Girondins Bordeaux i sit hjemland.